# Lesbienne fem
Une lesbienne fem, en anglais femme, est une lesbienne utilisant des codes féminins de présentation. Historiquement, cette présentation est d'abord utilisée comme un code signalant un positionnement érotique particulier dans le cadre de relations butch-fem, pour ensuite pouvoir dépasser ce cadre.

## Définition
L'identité fem, orthographiée « femme », se développe durant les années 1930 dans le milieu lesbien américain de la classe ouvrière,. Il s'agit alors, pour les lesbiennes, de souligner à quel point le terme anglais « woman » implique implicitement l'hétérosexualité, auxquelles elles substituent le mot français « femme », alors dénué de connotation en contexte anglophone.
Dans les années 1950 et 1960, « fem » n'a de sens que dans le cadre des relations butch-fem : alors que la lesbienne butch signale par son apparence une expertise érotique, la lesbienne fem signale elle son intérêt de rentrer en relation avec une butch.
Pour Elizabeth Lapovsky Kennedy (en), une lesbienne est fem lorsque la féminité de sa présentation se fait de manière exagérée et détournée. Pour Christine Lemoine, l'identité fem s'exprime moins par les vêtements, que par le jeu, le détournement, mais surtout par les expressions et attitudes corporelles.

## Histoire

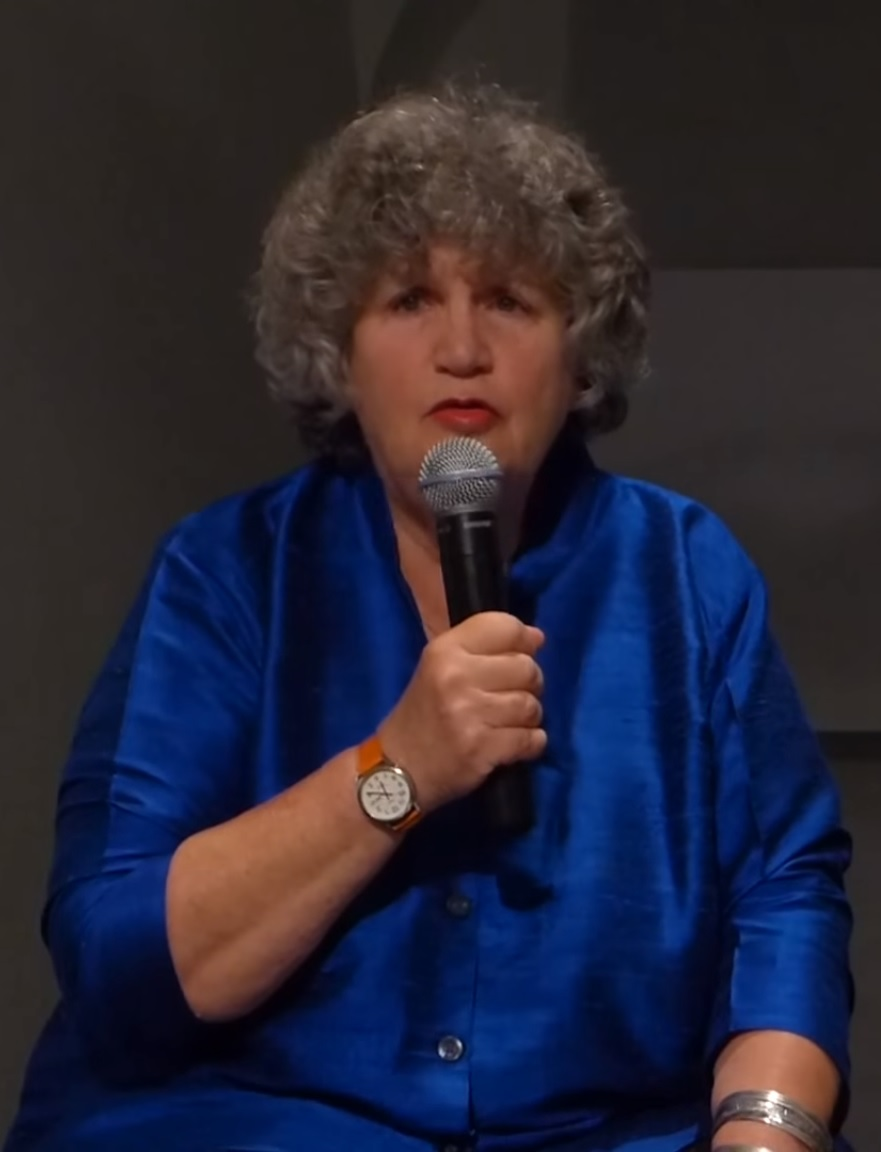
Joan Nestle en 2014, lesbienne fem autrice d'écrits érotiques butch-fem.

Pour aboutir dans les années 1950 à un premier âge d'or, où les relations butch-fem sont le modèle dominant du lesbianisme, en particulier parmi les lesbiennes de classe ouvrière.
Après une éclipse de ces identités dans les années 1970, elles redeviennent partie intégrante de la culture lesbienne dans les années 1980, toujours en relation l'une avec l'autre, mais avec une dimension supplémentaire : la lesbienne fem n'est pas uniquement féminine, mais l'est d'une manière critique envers les rôles de féminité, et se revendique comme fem.

## La lesbienne «qui passe comme hétéro»
Une caractéristique souvent mise en avant de la lesbienne fem, c'est que son style féminin rend son identification comme lesbienne moins évidente.
Ce passing revet plusieurs sens et fonctions : dans les années 1950, la lesbienne fem peut stratégiquement, dans une certaine mesure, échapper à la lesbophobie et ainsi garder son emploi afin d'avoir les ressources économiques suffisantes pour offrir à son amante butch une plus grande liberté.
Dans les années 1970 se développe dans les cercles féministes une critique des relations butch-fem et des expressions associées : le modèle valorisé est l'androgynie car il est censé représenter la fin des normes de genre et plus généralement du patriarcat : les fems sont alors vues comme des femmes pas encore libérées du sexisme, comme des lesbiennes qui ne seraient pas féministes.
Enfin, ce passing est aussi une forme d'effacement des lesbiennes, vécu comme une violence par les fem qui voient leur identité lesbienne ainsi niée,.